# IFI27
IFI27 (англ. Interferon alpha inducible protein 27) – білок, який кодується однойменним геном, розташованим у людей на короткому плечі 14-ї хромосоми. Довжина поліпептидного ланцюга білка становить 119 амінокислот, а молекулярна маса — 11 268.
| 10         |  | 20         |  | 30         |  | 40         |  | 50         |
| ---------- |  | ---------- |  | ---------- |  | ---------- |  | ---------- |
| MEASALTSSA |  | VTSVAKVVRV |  | ASGSAVVLPL |  | ARIATVVIGG |  | VVAVPMVLSA |
| MGFTAAGIAS |  | SSIAAKMMSA |  | AAIANGGGVA |  | SGSLVATLQS |  | LGATGLSGLT |
| KFILGSIGSA |  | IAAVIARFY  |  |            |  |            |  |            |

A: Аланін

E: Глутамінова кислота

F: Фенілаланін

G: Гліцин

I: Ізолейцин

K: Лізин

L: Лейцин

M: Метіонін

N: Аспарагін

P: Пролін

Q: Глутамін

R: Аргінін

S: Серин

T: Треонін

V: Валін

Задіяний у такому біологічному процесі, як апоптоз. 
Локалізований у мембрані, мітохондрії.